# Acrolophus prepodes
Acrolophus prepodes är en fjärilsart som beskrevs av Walsingham 1915. Acrolophus prepodes ingår i släktet Acrolophus och familjen Acrolophidae. Inga underarter finns listade i Catalogue of Life.